# Elefant (Jagdpanzer)
O Elefant foi um destruidor de tanques pesado (em alemão:  Schwerer Panzerjäger) produzido pela empresa Porsche AG para a Wehrmacht Alemã, utilizado em pequenos números durante a Segunda Guerra Mundial, e empregado principalmente na Batalha de Kursk. Construido em 1943 com o nome Ferdinand, em homenagem ao seu designer Ferdinand Porsche. Em 1944, depois de algumas modificações aos veículos existentes foi renomeado Elefant. O nome oficial era Panzerjäger Tiger (P) e a sua designação do inventário da ordenança era Sd. Kfz. 184.

## História do Desenvolvimento

Esquema do modelo "Porsche Tiger"

Em 1942 a Porsche AG e a Henschel & Sohn, duas fornecedoras de armamentos para o governo nazista alemão, foram requisitadas a projetar um tanque pesado de 45 toneladas, a Porsche fabricou cerca de cem chassis para a sua proposta, o malsucedido VK4501 (P) também conhecido como Porsche Tiger, na fábrica Nibelungenwerk em Sankt Valentin, Áustria. Ambos os chassis Henschel e Porsche utilizariam o mesmo design de torre da Krupp, no projeto Henschel a  torre  localizava-se próxima ao centro do casco, já no projeto Porsche a torre encontrava-se mais próximo da frente da estrutura. O projeto Henschel foi escolhido para a produção e ficou conhecido como Tiger I, como os chassis Porsche não eram mais necessários para o projeto, foi decidido que eles seriam utilizados como base de um novo destruidor de tanque pesado, utilizando a arma antitanque recém desenvolvida pela Krupp, uma 88 milímetros Pak 43/2. Esta arma precisa de longo alcance destinava-se a destruir os tanques inimigos antes que estes atingissem a sua distancia de combate efetivo.

## Projeto

### Chassis
Os motores já haviam sido colocados no meio do casco para acomodar a torre do projeto Krupp que ambos os competidores, Porsche e Henschel, utilizaram no contrato inicial do tanque Tiger, a posição da torre no projeto Porsche deu espaço no Ferdinand para utilização do armamento antitanque na traseira do veiculo. A arma foi montada em uma estrutura simples de estilo casamata, com lados ligeiramente inclinados, em cima do chassi. O motorista e operador de rádio ficavam em um compartimento separado na parte da frente do veiculo. Como os motores foram colocados no meio, o operador de rádio e o motorista foram separados do resto da tripulação e poderiam comunicar-se somente via interfone.
A adição de uma placa de 100 milímetros aparafusada na dianteira aumentou a espessura da blindagem frontal para 200 mm e adicionou mais 5 toneladas de peso, a blindagem lateral e traseira era de 80 mm. 

### Propulsão
Os dois motores a ar Porsche do projeto original foram substituídos por dois motores Maybach HL 120 TRM  de 296 cv. Estes motores impulsionavam geradores elétricos, que por sua vez alimentavam motores elétricos ligados às rodas dentadas traseiras. Os motores elétricos também atuavam como unidade de direção do veículo. Este sistema "gasolina - elétrico" rodava a 0,11 km / l (909 litros/100 km) fora de estrada e 0,15 km / l (667 litros/100 km) na estrada a uma velocidade máxima de 10 km/h fora de estrada e 30 km/h na estrada. Além do alto consumo de combustível e do mau desempenho a caixa de câmbio também exigia manutenção intensiva, e as engrenagens do sistema precisavam ser trocadas a cada 500 km. Porsche tinha experiência nesta forma de transmissão "gasolina - elétrico" pois em 1901 ele projetou um carro que usava este sistema.

### Armamento
O veículo foi equipado com um canhão de 88 milímetros Panzerabwehrkanone 43/2. Esta arma foi originalmente desenvolvida como uma substituta para o famoso canhão antiaéreo 88 milímetros que foi utilizado contra tanques aliados na campanha do deserto. Tinha um cano muito mais longo do que as armas L/56, o resultado era que o tiro disparado saia do cano a uma velocidade mais elevada. Ele também disparava um cartucho mais longo. O resultado destas melhorias era que a L/71 88 milímetros tinha maior capacidade de penetração de blindagem do que 88 milímetros anteriores. Embora tenha perdido a concorrência para o 8,8 centímetros Flak 41 ela nunca se tornou-se uma arma antiaérea, mas foi transformada em uma Pak 43 arma antitanque muito bem sucedida.

## Produção
Noventa e um chassis existentes do "Porsche Tiger" foram convertidos (número do chassi 150010-150100). O trabalho foi concluído em apenas alguns meses de março a maio de 1943.

## Modificação Elefant
Em setembro de 1943 todos os Ferdinands sobreviventes foram recolhidos para serem modificados com base na experiência adquirida na batalha de Kursk. Durante outubro e novembro de 1943, 48 dos 50 veículos foram modificados pela adição de um MG34 na frente do casco (para melhorar a capacidade anti-infantaria), uma cúpula para o comandante (modificado a partir do padrão de cúpula do StuG III) para melhor visão e a aplicação de uma pasta conhecida como Zimmerit, esta pasta impossibilitava a fixação de minas anticarro magnéticas. A blindagem frontal foi engrossada e as lagartas foram alargadas; estas modificações aumentaram o peso de 65 para 70 toneladas. Os veículos melhorados foram chamados Elefant e por ordens de Hitler este tornou-se o nome oficial em 01 de maio de 1944.

## Histórico de Combate

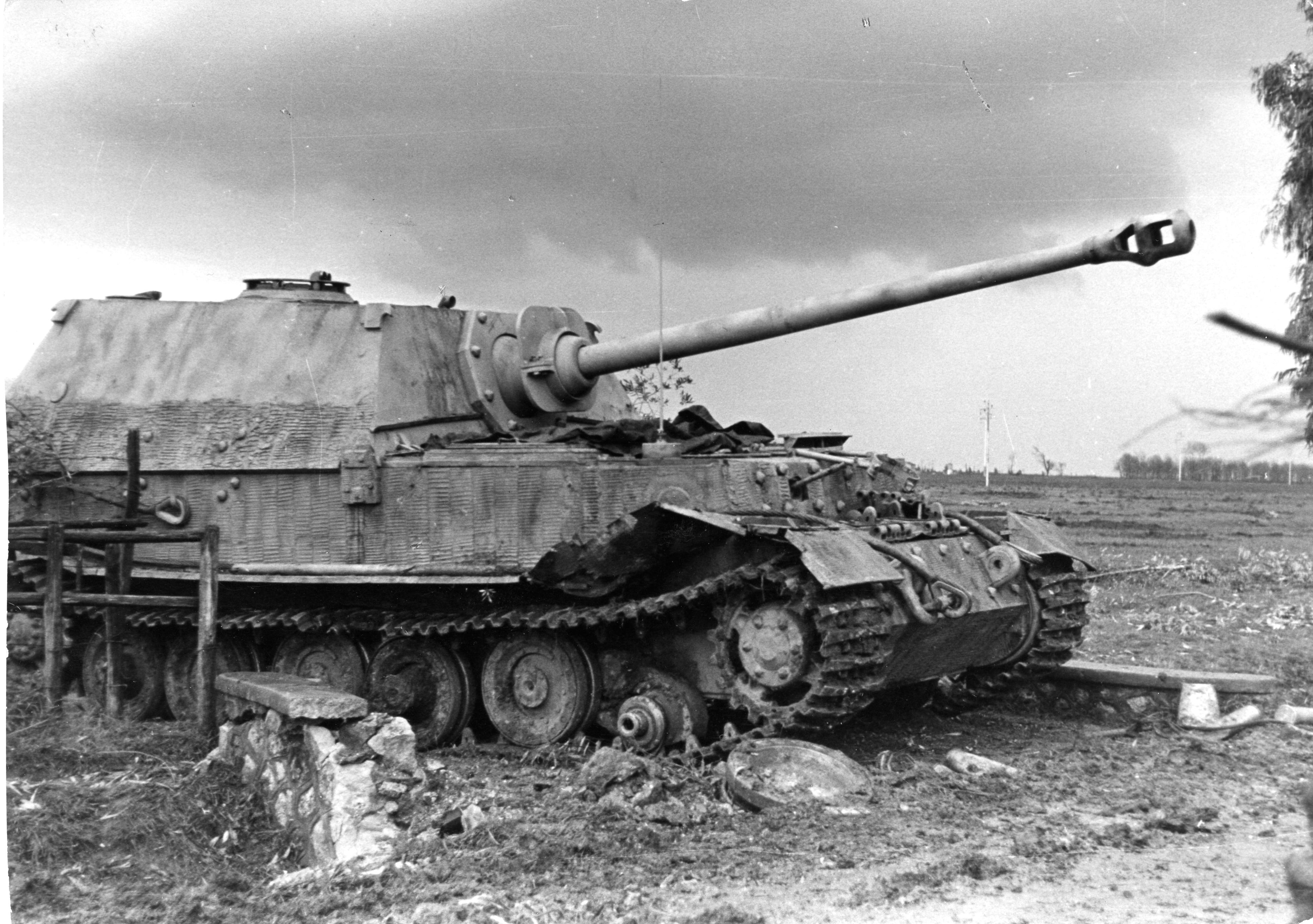
Um Elefant abatido na Itália, 1944.

### Kursk
Os primeiros combates dos Ferdinands foram na Batalha de Kursk, onde oitenta e nove foram utilizados. O Ferdinand foi otimizado para destruir os tanques T-34 soviéticos e também as armas 76,2 milímetros antitanque por de trás das linhas de frente, a uma distância de quase 5 Quilômetros, utilizando o seu 88 milímetros Pak43 / 2 L/71, papel em que obteve um bom desempenho. No entanto, depois do avanço através da primeira linha de resistência soviética, foi prejudicado por uma variedade de defeitos, como por exemplo a falta de visão periférica, uma torre rotativa ou mesmo uma simples metralhadora como armamento secundário; a Infantaria soviética, rapidamente reconheceu esta falha, eles podiam facilmente esconder-se em suas trincheiras até que o Ferdinand avançasse através de suas linhas, então atacavam o veículo com diversas granadas e coquetéis Molotov pelas laterais.
Nos estágios iniciais da batalha de Kursk (quando os alemães ainda estavam na ofensiva), veículos pesados puderam ser recuperados e reparados com relativa paz durante a noite; isto permitiu que a maioria dos Ferdinands atingidos e fora de ação pudessem ser resgatados, reparados e retornados ao combate. No entanto, uma vez que a maré tinha virado contra os alemães e eles voltaram a defensiva (com menos veículos de sobra), Ferdinands funcionais com danos menores em suas lagartas ou suspensão tinham pouca esperança de resgate e as tripulações eram geralmente obrigadas a destruir o veículo para evitar que um destruidor de tanque praticamente intacto caísse nas mãos dos soviéticos.

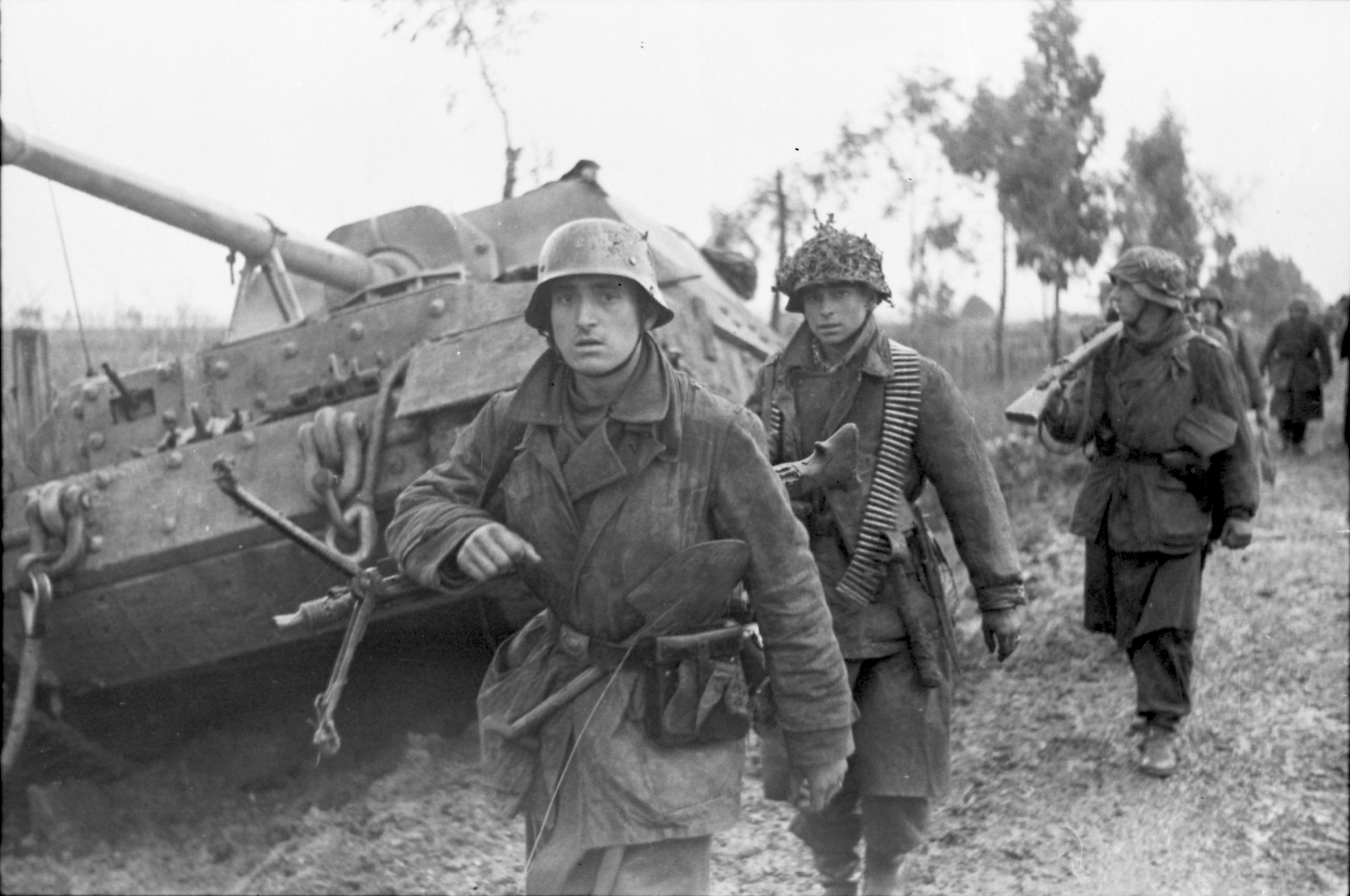
Na Itália, Março de 1944

As unidades eram  implantadas como uma companhia, às vezes, subdivididas em pelotões, com infantaria ou tanques acompanhando para proteger os flancos e traseira dos veículos.
Embora as modificações Elefant melhoraram os veículos, alguns problemas nunca puderam ser completamente endereçados. Em 1944, os Elefants serviram no front italiano, mas foram bastante ineficazes, pois o seu peso de cerca de 70 toneladas não permitia que eles usem a maioria das estradas e pontes italianas. Em Kursk, a maioria das perdas Elefant não eram resultado direto de combate, mas sim por problemas mecânicos e falta de peças de reposição o que levava suas tripulações a destruir e abandonar os veículos com problemas. Uma companhia de Elefants esteve em combate em janeiro 1945 na ofensiva de Vistula-Oder na Polônia, e os últimos veículos operacionais estavam em combate em Zossen durante a batalha de Berlim.
O Ferdinand/Elefant pode ter sido o destruidor de tanques de maior sucesso empregado durante a guerra chegando a uma taxa de 10 veículos destruídos a cada perda de um Elefant. Durante a Batalha de Kursk, o 653º batalhão pesado de destruidores de tanques (Em Alemão: Schwere Panzerjäger-Abteilung, sPzJägAbt) alegou ter destruído 320 tanques inimigos, com a perda de 13 Ferdinands. Esta relação média impressionante foi devido ao seu extremo poder de fogo e proteção, que lhe deu uma enorme vantagem quando usado no combate frente a frente ou de um papel defensivo estático. No entanto, pouca mobilidade e falta de confiabilidade mecânica diminuiu muito a sua capacidade operacional.
O Elefant e o Nashorn ambos foram substituídos pelo Jagdpanther que utilizava uma arma similar.

## Veículos Sobreviventes
Apenas dois sobreviveram à guerra. Um Elefant foi capturado pelas forças soviéticas em Kursk, e está agora no Museu Kubinka nos arredores de Moscou. Outro Elefant foi capturado em Anzio pelos americanos, e agora faz parte da coleção do Museu de Material Militar do Exército dos Estados Unidos em Fort Lee, Virgínia. O veiculo em Fort Lee foi restaurado em 2007-2008.